# 蠟筆小新：爆發！溫泉激烈大決戰
《蠟筆小新：爆發！溫泉激烈大決戰》（日语：クレヨンしんちゃん 爆発! 温泉わくわく大決戦，東森幼幼台譯作《蠟筆小新：溫泉防衛隊》）是日本於1999年4月17日上映的蜡笔小新电影，也是蜡笔小新的第7部动画电影。該電影為朝日電視台開臺40週年紀念作，票房9.4億日圓、觀影人數約83萬人。

## 概要
- 預告片中，曾以野原一家發生口角，而獨自分開旅行的「野原一家分離」劇情為主打，正片版本卻非如此（然而，分開旅行的劇情走向可於續作《蠟筆小新：風起雲湧 光榮燒肉之路》看到）。
- 由於2009年9月11日，原作者臼井儀人不幸於事故中喪命，本作也成為老師最後一部於劇中出演的作品（次作並沒有配音演出，不過有做為春日部市民的場景）。
- 本作為电影作品中，票房收益最低的一作，首次跌破10億元。
- 劇中，巨大機器人出現的場景使用了伊福部昭的「哥吉拉」系列的樂曲（怪獸大戰爭進行曲）。
- 另外，本作為聲優鹽澤兼人以「肥嘟嘟左衛門」的簡短台詞而登場的最後作品。
- 作為日常舞台的春日部市被捲入事件中，因此以前並不曾出現於电影版的角色（席林和美琪、琦玉紅蠍子隊等）大量登場。

## 劇情
某個夜裡，雙葉幼稚園老師們因為員工旅遊來到奥秩父山塊泡露天溫泉。而正當老師們享受溫泉時，忽然一陣巨響，這時看到一個龐然大物拔山倒樹而來。受到驚嚇的老師們，隔天立刻向媒體聲稱自己的所見所聞，幼稚園因而停課。因放假而散步的新之助，無意間看到自稱「丹波」的神秘大叔。兩人一同於家中泡澡。當小新回神後，丹波已經消失不見了。
直屬日本政府、維護日本溫泉的秘密組織「溫泉G組」與厭惡洗澡的犯罪組織「YUZAME」長期對抗。在故事開始時，溫泉G組收到情資，發現YUZAME計畫進行大規模破壞活動，因此希望透過傳說中能賜予入浴者神力的「黃金之魂溫泉」之力量，來阻止他們的野心。溫泉G組首領「草津」發現黃金之魂溫泉就位於小新家中，於是把野原一家帶走、並開始在他們家進行探勘。
幼稚園老師見到的龐然大物實為YUZAME的機器人，他們的破壞活動名為「地球溫泉化計劃」：具體上是透過機器人把岩漿引導到海水中，以提高海水溫度、並藉著融化全世界的冰山淹沒全世界。YUZAME隨後掌握溫泉G組位於大宮的基地並大舉進攻。遭受嚴重損失的草津，命令殘部帶著野原一家，前往YUZAME位於秩父市的基地。但殘部旋即失敗遭俘。YUZAME首領「污垢達人」把野原一家帶去不健康中心，並說明只要他們抵達終點就能取勝，出現失誤時則會處罰參賽者。但遊戲設計事實上根本無法抵達終點。在接連無盡的處罰下，小新爸爸決定放棄。
YUZAME在掌握「黃金之魂溫泉」的計畫後開始實行「地球溫泉化計劃」，駕駛著機器人襲擊埼玉縣引發騷亂；日本政府也以自衛隊回應，但無果，因而只得依賴溫泉G組的力量。野原一家失敗後被丟入深山，但他們最後決定回家迎擊YUZAME。YUZAME首領污垢達人也在襲擊中，道出自己成立YUZAME的動機：在故事開始的30年前，污垢達人非常喜歡在大宮的錢湯，使用代表長島茂雄的3號洗澡；但某天3號鑰匙不見了，受此「屈辱」的他就此崩潰、發誓報復所有喜歡洗澡的人。同為長島茂雄球迷的草津，隨即說明自己正是偷走3號鑰匙的人。污垢達人受到激怒，決定摧毀野原家，但卻在無意間鑽出了黃金之魂溫泉，並招喚出實為該溫泉的精靈「丹波」。丹波為報答新之助的泡澡之恩，允許野原一家泡澡。他們受黃金之魂溫泉之力影響最終變身，並打倒了YUZAME的機器人。
被擊敗的污垢達人試圖泡黃金之魂溫泉反擊，但其邪惡能量被黃金之魂溫泉之力反噬，最終心靈被洗淨、改邪歸正。在故事最後，丹波收回了黃金之魂溫泉、YUZAME負責重建埼玉縣、野原一家則在名為「展望」的露天溫泉泡湯。

## 登場角色
草津
配音員：小川真司、魏伯勤(台灣)
溫泉G組的首領，代號來自群馬縣草津溫泉。具有「絕對溫泉感覺」的能力，僅用手指就能分辨溫泉的來源地。同時擅長格鬥術，徒手能打倒數個YUZAME戰鬥員。喜歡高溫溫泉，當小新想開冷水在自己專用的溫泉降溫時，一度暴怒。小新曾將他認成丹波，他卻也因這樣馬上和小新契合。從不認真指責部下，總以「指宿，妳好可愛啊」哄騙。30年前，身為長嶋茂雄球迷的他，拿走的3號澡堂置物櫃牌，使污垢達人性格大變，最終引發此事件。最後他當年向澡堂老闆道歉，老闆送給他3號澡堂置物櫃牌之後轉交還給污垢達人，跟污垢達人和解。
後生掛（ごしょがけ）
配音員：引田有美、魏晶琦(台灣)
溫泉G組的成員，代號來自位於秋田縣後生掛溫泉。眼神銳利，褐髮的女性，穿著如旗袍般開叉的浴衣。尚未考取駕照。除了健康中心以外的地方不吃燒肉。十足溫泉迷，為了泡溫泉即使當眾脫衣也毫不避諱，完全無法抵抗超級手喬的拇指按摩。
指宿
配音員：田村ゆかり、楊凱凱(台灣)
溫泉G組的成員，代號來自位於鹿兒島縣指宿溫泉。後生掛的搭檔兼學妹。陽光臉龐，黑髮的女性，穿著如迷你裙般下擺較短的浴衣以紅靴子。小葵對於她的巨乳的舒適感相當滿意。和後生掛同為十足溫泉迷，為了泡溫泉即使當眾脫衣也毫不避諱，完全無法抵抗超級手喬的拇指按摩。
污垢達人（ドクター・アカマミレ）
配音員：家弓家正、吳文民(台灣)
討厭泡澡的犯罪組織「YUZAME」的首領。年齡51歲。身穿紅衣的中年男子。學生時代為公共澡堂迷，以第一位顧客到「彩之湯」來泡澡，同時也是巨人隊的背號3號球員長嶋茂雄(之後本人背號曾經變更為33號，最後回歸3號)的球迷才一直使用編號3號的澡堂置物櫃牌，卻因當年的3號澡堂置物櫃牌被拿走後就此厭惡泡澡。在進行「地球溫泉化計劃」時，得知「黃金之魂溫泉」的存在，便打算將其源頭破壞。並在拷問野原一家後，便以其最終兵器．巨大機器人向春日部襲來。他在知道30年前事件的真相後被激怒，無意間挖到了「黃金之魂溫泉」，並被泡澡後的野原一家打倒。污垢達人之後逕自地跳進「黃金之魂溫泉」想得到神力實現野心，卻因其具有邪惡之心入浴反而被溫泉的力量所淨化，最後改邪歸正，並協助重建遭破壞的市容。
佛羅蘭·薰（フロイラン・カオル）
配音員：折笠愛、賀世芳(台灣)
污垢達人博士的愛人。根據溫泉G的資料顯示為1967年3月7日生，年齡32歳。東京都田無市出身。據說為了維持美貌堅持不卸妝，這也是她討厭泡澡的原因。嗅覺像狗一般靈敏，識破為了潛入YUZAME而一週不洗澡的溫泉G組的間諜。曾因小新叫她「阿姨」發怒大叫，導致臉上濃妝龜裂。事件結束後，YUZAME為了維修遭破壞的市容，在團羅座也播報新聞時，曾看到她在後方扛沙包，並不忘補妝。
超級手指喬（キラーフィンガー・ジョー）
配音員：岩永哲哉、于正昇(台灣)
YUZAME的幹部。喜歡男性。根據溫泉G組的資料顯示為1970年4月2日生，年齡29歳。長野縣松本市出身。原職業為按摩師的冷血刺客。以拇指為主的按摩技術號稱殺人級，專門用於拷問他人。其拇指的指力，能輕易將木板按出個洞。厭惡泡澡的原因不明。事件結束後，YUZAME為了維修遭破壞的市容，在團羅座也播報新聞時，曾看到他在後方幫YUZAME的部下們按摩。
丹波
配音員：丹波哲郎、孫誠(台灣)
「黃金之魂溫泉」的精靈。片頭時，被小新帶回家中一同泡澡。實為，為了報答小新的招待，他將「黃金之魂溫泉」的源頭藏於野原家地底下；並在野原家被破壞時，讓野原一家先泡「黃金之魂溫泉」、將溫泉之力借給他們。名字和設定皆來自聲優丹波哲郎。曾於劇中說出和詹姆士·龐德泡過澡，由來應為丹波哲郎曾演過的007系列電影《雷霆谷》。
陸上自衛隊戰車隊隊長（陸上自衛隊戦車隊隊長）
配音員：玄田哲章、孫誠(台灣)
前往打倒巨大機器人的陸上自衛隊．戰車隊的指揮官。為了提升自衛隊的士氣，曾播放怪獸大戰爭的主題曲，而在隊員們感到絕望倉皇逃命時，也會向他們怒吼。稱90式戰車為「十二億元的戰車」。
內閣總理大臣（内閣総理大臣）
配音員：長嶝高士、于正昇(台灣)
日本內閣總理大臣。曾被草津將他和總統搞混，也曾與野原新之助與野原廣志通話過。對草津與小新的笑話感到無言。
臼井儀人（臼井儀人）
配音員：臼井儀人、于正昇(台灣)
「蠟筆小新」原作，漫畫家。由於YUZAME巨大機器人的進逼所引起的恐慌，使得春日部市全體市民皆須撤離至避難場所，而他就在軍用卡車前往避難區時，哭著向春日部道別。這也是臼井儀人出演的最後一部劇場版作品。

## 登場兵器

### 溫泉G組
- 貝瑞塔M950 Jet Fire（ベレッタM950ジェット・ファイア）－指宿和後生掛配戴於大腿槍套的防身用小型手槍。
- HK MP5衝鋒槍（H&K MP5）－指宿和後生掛所適用的短機關槍。埼玉縣大宮市（現為埼玉市大宮區）東町3丁目的緊急避難所「彩之湯」內的預備兵器。
- 卡爾·古斯塔夫無後座力炮（カールグスタフ）－後生掛所使用的無反動砲。「彩之湯」的預備兵器。
- 軍用悍馬（ハンヴィー）－野原一家和後生掛、指宿移動使用的軍用吉普車。外觀為軍用車，但內部已被改裝為民用悍馬。「彩之湯」的預備兵器。
- 雷明登870泵動式霰彈槍（レミントンM870ショットガン）－「彩之湯」武器庫中曾有一把，未被使用。
- 弗蘭基SPAS-12戰鬥霰彈槍（フランキ・スパス12ショットガン）－「彩之湯」武器庫中曾有一把，未被使用。
- 反坦克榴彈發射器（パンツァーファウスト）－「彩之湯」武器庫中曾有一把，未被使用。
- 鐵拳三型火箭筒（パンツァーファウスト3）－溫泉G組曾為了阻止YUZAME機器人靠近野原家時而使用。具有「湯花腐蝕彈」、「高壓電流」兩種虛構的彈頭。

### YUZAME
- AKM初期型（AKM初期型）－YUZAME戰鬥員的標準裝備突擊槍。可安裝夜視鏡頭。曾為指宿和後生掛奪走使用。
- YUZAME巨大機器人（YUZAME巨大ロボット）－為了實行「地球溫泉化計劃」而開發的巨大機器人。雙手配備鑽頭，機身重裝甲能夠承受岩漿高溫，自衛隊的攻勢完全無效。頭頂可以伸出擴音器並播放「哥吉拉進行曲」。動力為人力（戰鬥兵）。型號為YUZAME B Ver.1.34，高度為100公尺，重量為4134t、變速裝置：自動變速、終傳比：7.314、最大出力：19,500hp、杜比環繞音效5.1ch搭載、以上為其規格設定。
- 不健康中心（不健康ランド）－污垢達人自力打造的拷問專用娛樂設施。然而，設施內大量的複雜機械構造，被認為早已超出自力打造的範圍（利用仰臥起坐前進的台車，透明水管管道）。只要能爬上山頂按下「GOAL」鈕就能解除拷問，但其實拷問設施的軌道路徑皆為在外圍環繞，並沒有通往山頂的路線（污垢達人以「快到了」之類的話語，用以刺激野原家）。若一人發生失誤（劇中為阿薰認定），則由他人隨機受到處罰後（增加可看性），又再度無限地處罰輪迴。當初設計的用意就為讓人想「放棄」的設施。

### 自衛隊
- 90式戰車（90式戦車）－於高爾夫球場迎擊巨大機器人。一輛被YUZAME機器人破壞。
- 74式戰車（74式戦車）－於高爾夫球場迎擊巨大機器人。
- 82式指揮通信車（82式指揮通信車）－90式、74式戰車隊的指揮車。實車並沒有配備揚聲器播放「怪獸大戰爭」一曲。
- MLRS多管火箭系統（MLRS）－新聞報導中曾出現攻擊機器人的畫面。
- 75式155毫米自走榴彈炮（75式自走155ミリ榴弾砲）－為春日部市郊外的防衛線所使用，砲擊機器人。
- 89式裝甲戰鬥車（89式装甲戦闘車）－於春日部站前警戒。
- 73式大型軍用卡車（73式大型トラック）－用於載運避難的春日市居民，當中有漫畫家臼井儀人。
- AH-1S（AH-1S攻撃ヘリコプタ）－曾發射TOW攻擊機器人。
- UH-1J（UH-1Jヘリコプター）－於寄居町附近監控機器人侵略的動態。
- CH-47（CH-47輸送ヘリ）－曾於春日部市上空飛行。
- OH-6D（OH-6Dヘリコプター）－於春日部市上空觀測居民避難狀況。
- F-15J（F-15J ）－於陸上自衛隊到達前先行對機器人展開攻擊。

## 音樂
| 類別   | 曲名                                    | 作詞   | 作曲 | 編曲     | 歌手                                     |
| ------ | --------------------------------------- | ------ | ---- | -------- | ---------------------------------------- |
| 片頭曲 | 「」                                    | もつ   | もつ | もつ     | 野原しんのすけ（矢島晶子）、（玄田哲章） |
| 插入曲 | 「」（1954年）、「」（1965年） 伊福部昭 |        |      |          |                                          |
| 片尾曲 | 「」（1966年）                          | 永六輔 |      | 遠山無門 | 野原一家 & （本作品全聲優）              |

## 附篇電影：蠟筆小新paradise!made in 琦玉（クレしんパラダイス!メイド・イン・埼玉）
該短篇動畫海外並未引進。

### 腳註
1. ↑  25周年公式ガイドブック 2017，第29-32頁，「第7作 爆発!温泉わくわく大決戦」.
2. ↑  藤津亮太. . BANGER!!!（バンガー）　映画愛、爆発!!!.   [2025-06-11] （日语）.

### 來源
- 品川四郎とブレインナビ (编). . 双葉社. 2002-05-25. ISBN 4-575-29386-5 （日语）.
- リベロスタイル (编). . 双葉社. 2017-04-16. ISBN 978-4-575-31246-1 （日语）.

## 外部連結
- 互联网电影数据库（IMDb）上《蠟筆小新：爆發！溫泉激烈大決戰》的资料（英文）
- 開眼電影網上《蠟筆小新：爆發！溫泉激烈大決戰》的資料（繁體中文）
- 时光网上《蠟筆小新：爆發！溫泉激烈大決戰》的資料（简体中文）
- 豆瓣电影上《蠟筆小新：爆發！溫泉激烈大決戰》的資料 （简体中文）